# Melanie C (album)
| Recensione | Giudizio |
| ---------- | -------- |
| AllMusic   |          |
| PopMatters | 8/10     |

Melanie C è l'ottavo ed omonimo album in studio della cantante inglese Melanie C, pubblicato nel 2020. Si tratta di un album pop, con influenze dance, R&B, electro e disco.

## Tracce
Crediti adattati ai metadati di Spotify.
1. Who I Am – 3:32 (Biff Stannard, Ash Howes, Bryn Christopher, Melanie Chisholm)
2. Blame It on Me – 3:08 (Melanie Chisholm, Niamh Murphy, Samuel Brennan, Tom Hollings)
3. Good Enough – 3:36 (Aleksandra Denton, Darren Emilio Lewis, Iyiola Babatunde Babalola, Melanie Chisholm)
4. Escape – 3:10 (Darren Emilio Lewis, Iyiola Babatunde Babalola, Melanie Chisholm, Poppy Baskomb)
5. Overload – 3:18 (George Reid, Jonny Lattimer, Melanie Chisholm)
6. Fearless (featuring Nadia Rose) – 4:07 (Melanie Chisholm, Nadia Rose, Paul O'Duffy)
7. Here I Am – 3:28 (Melanie Chisholm, Poppy Baskomb, Tom Neville)
8. Nowhere to Run – 3:34 (Biff Stannard, Ash Howes, Melanie Chisholm)
9. In and Out of Love – 3:14 (Biff Stannard, Jonathan Howard, Joseph Murphy, Melanie Chisholm)
10. End of Everything – 3:56 (Melanie Chisholm, Sacha Scarbeck)

CD 2 Edizione Fisica
1. Self Love – 3:36 (Melanie Chisholm, Poppy Bascombe, Tom Neville)
2. Into You – 2:42 (Melanie Chisholm, Niamh Murphy, Samuel Brennan, Tom Hollings)
3. Touch Me – 4:02 (Cassandra Fox, Rui da Silva)
4. Who I Am (Joe Goddard remix) – 6:25 (Biff Stannard, Ash Howes, Bryn Christopher, Melanie Chisholm)
5. Blame It on Me (PBH & Jack remix extended) – 3:37 (Melanie Chisholm, Niamh Murphy, Samuel Brennan, Tom Hollings)
6. High Heels (featuring Sink the Pink) (Moto Blanco remix) – 3:48 (Benjamin Garrett, Melanie Chisholm, Rae Morris)